# Azoluron
Azoluron ist eine chemische Verbindung aus der Gruppe der Pyrazole und Phenylharnstoffe.

## Verwendung
Azoluron ist ein Wachstumsregulator mit Cytokinin-artiger Wirkung. Er wurde zusammen mit Gibberellinsäure zur Verstärkung des Blühansatzes verwendet.

## Zulassung
Azoluron ist in der Europäischen Union und in der Schweiz nicht als Pflanzenschutzwirkstoff zugelassen.